# مست‌پی
مست‌پی، روستایی در دهستان سردشت بخش سردشت شهرستان دزفول استان خوزستان ایران است.

## جمعیت
بر پایه سرشماری عمومی نفوس و مسکن در سال ۱۳۹۵ جمعیت این روستا ۳۲ نفر (در ۶ خانوار) بوده است.